# Stazione di Hatsudai
La stazione di Hatsudai (初台駅?, Hatsudai-eki) è una stazione ferroviaria di Tokyo che si trova a Shibuya, passante per la nuova linea Keio.

## Linee
Keiō Corporation
● Nuova linea Keiō

## Struttura
La stazione dispone di un marciapiede a isola con due binari passanti sotterranei.
| 1 | ● Nuova linea Keiō | per Hatagaya, Sasazuka, Meidaimae, Chōfu e Hashimoto |
| 2 | ● Nuova linea Keiō | per Shinjuku e linea Shinjuku                        |

## Stazioni adiacenti
| «                | Servizio         | »                |
| Nuova linea Keiō | Nuova linea Keiō | Nuova linea Keiō |
| ---------------- | ---------------- | ---------------- |
| Shinjuku         | Tutti i treni    | Hatagaya         |